# Protohyale (Protohyale) campbellica
Protohyale (Protohyale) campbellica is een vlokreeftensoort uit de familie van de Hyalidae. De wetenschappelijke naam van de soort is voor het eerst geldig gepubliceerd in 1885 door Filhol.